# Tom Wolf
Pour les articles homonymes, voir Wolf.
Ne doit pas être confondu avec Tom Wolfe.
Thomas Westerman Wolf, dit Tom Wolf, né le 17 novembre 1948 à York (Pennsylvanie), est un homme d'affaires et homme politique américain. Membre du Parti démocrate, il est gouverneur de Pennsylvanie du 20 janvier 2015 au 17 janvier 2023.

## Biographie

### Carrière professionnelle
Hommes d'affaires, Tom Wolf dirige une entreprise familiale de cuisines dont il abandonne la direction brièvement, pour être, de 2007 à 2008, secrétaire du Department of revenues, organisme qui perçoit le produit des taxes de l'État de Pennsylvanie. Il est nommé à ce poste par le gouverneur démocrate Ed Rendell, dont il est un important donateur de campagne. Alors qu'il envisage de se présenter au poste de gouverneur lors des élections de 2010, il préfère reprendre la direction de son entreprise en 2009 afin de la redresser.

### Gouverneur de Pennsylvanie
À 66 ans, il décide de se lancer en politique comme candidat à l'élection du gouverneur de Pennsylvanie. Il dépense plus de dix millions de dollars durant les primaires démocrates, mettant en avance sa réussite dans le monde des affaires dans les médias,. Il remporte facilement la nomination avec 58 % des voix, distançant Allyson Schwartz (18 %), représentante au Congrès, Rob McCord (17 %), le trésorier d'État, ainsi que Katie McGinty (8 %), ancienne secrétaire à l'environnement de l'État. Opposé au gouverneur sortant, le très impopulaire Tom Corbett, membre du Parti républicain, Wolf est élu lors des élections de 2014 avec environ 55 % des voix. Lors du scrutin, il est au niveau national l'unique démocrate à remporter un siège détenu par les républicains.
Il entre en fonction le 20 janvier 2015. Le 13 février suivant, il annonce un moratoire sur la peine de mort dans l'État, qualifiant la peine capitale de « inefficace, injuste et onéreuse ». Sa première année de mandat est marquée par sa confrontation avec la législature de Pennsylvanie, à majorité républicaine, sur le budget de l'État. Après neuf mois d'affrontements, le gouverneur finit par abandonner son projet de refonte des impôts.
Candidat à un second mandat, Wolf est donné favori de l'élection de 2018 face au républicain Scott Wagner, qu'il distance largement dans les sondages. Il est réélu avec 57,6 % des voix contre 40,8 % pour Wagner. Dans le même temps, les démocrates progressent dans les deux chambres de l'Assemblée générale de Pennsylvanie, qui restent toutefois à majorité républicaine. Peu après sa réélection, il entame une réforme électorale et demande à la législature de considérer la légalisation du cannabis. Fin octobre 2019, il signe la plus importante réforme électorale de Pennsylvanie depuis des décennies, qui instaure la possibilité d'un vote postal pour tous, allonge les délais d'inscription sur les listes électorales et supprime le straight-party voting (permettant de voter pour tous les candidats d'un même parti à plusieurs élections en ne cochant qu'une case).